# 臺中市道路列表

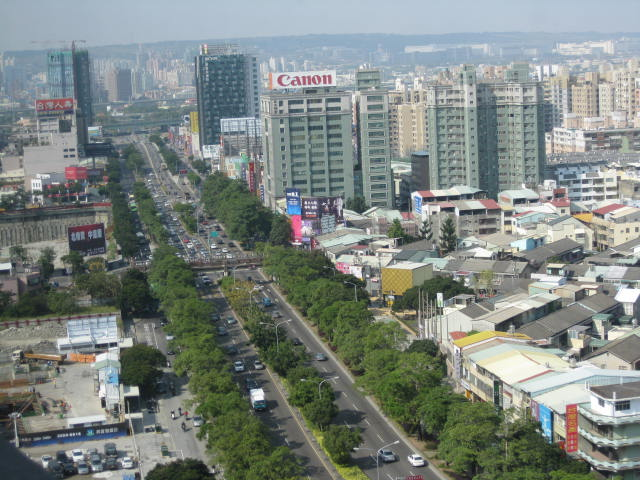
由新光三越百貨台中中港店俯看臺灣大道三段

臺中市主要道路列表列出臺中市街道的命名方式。

## 命名原則

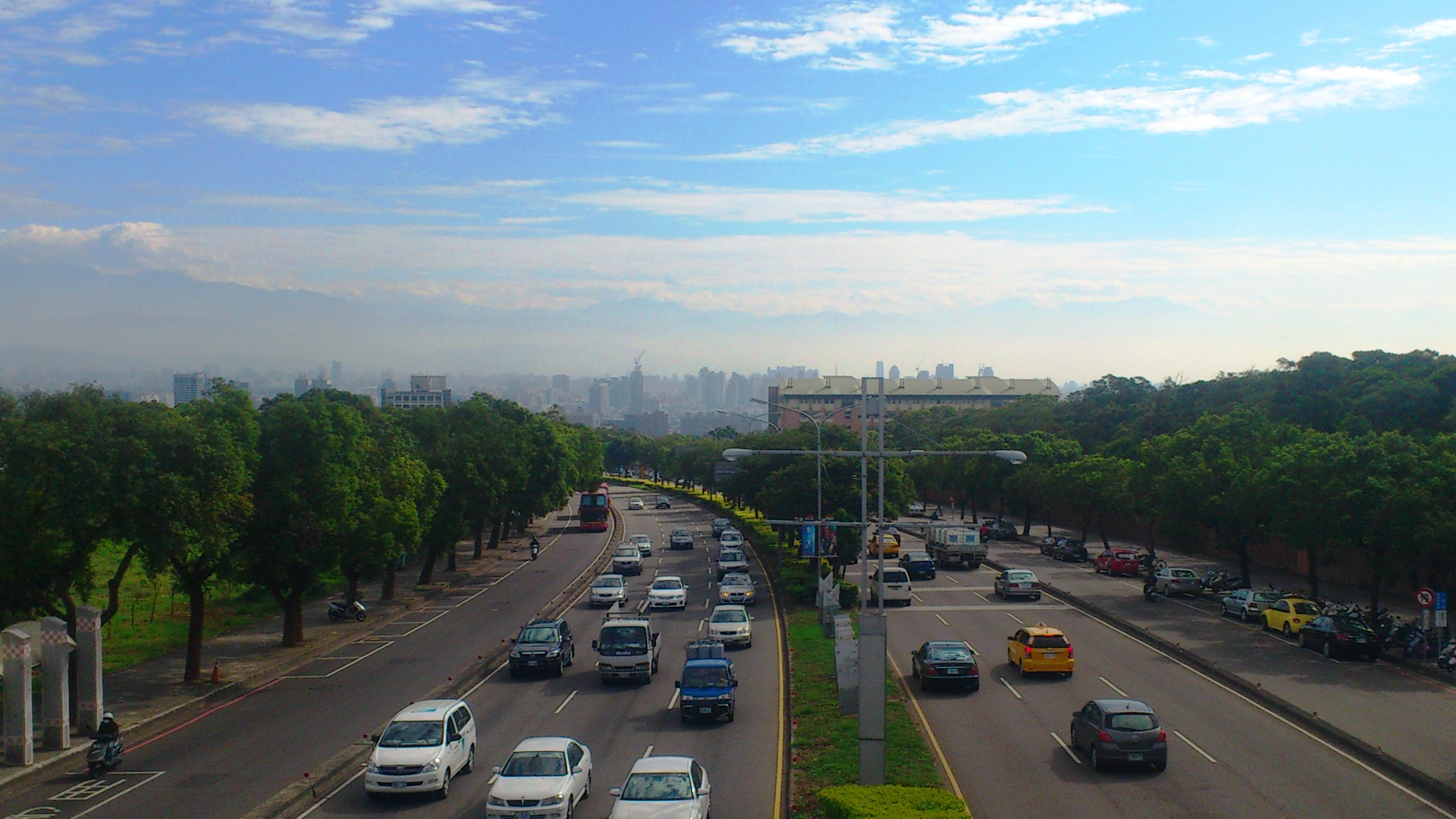
東海別墅商圈附近的臺灣大道四段

### 原則
臺灣在第二次世界大戰結束後由臺灣省行政長官公署接收，為破除日本統治觀念，其於1945年11月17日公佈《臺灣省各縣市街道名稱改正辦法》。依其所規定，各縣市在擬定街道名稱必須能夠發揚中華文化，民族精神或符合當地地理，習慣等意義。再根據相關的文獻資料綜合整理，可以推知臺中市市區內南北向若干主要幹道命名的典故由來。

### 分段
台中市的路名分段，則採取和台灣多數縣市命名規則類似的「某某路X段」。
十段
- 臺灣大道：橫跨七個市轄區（中區→北區→西區→西屯區→龍井區→沙鹿區→梧棲區）。

九段
- 向上路：橫跨六個市轄區（西區→南屯區→大肚區→龍井區→沙鹿區→梧棲區）。
- 中清路：橫跨六個市轄區（北區→北屯區→西屯區→大雅區→沙鹿區→清水區）。
- 環中路：橫跨七個市轄區及一個彰化縣的縣轄鄉（潭子區→北屯區→西屯區→南屯區→南區→烏日區→霧峰區→烏日區→芬園鄉）。

八段
- 豐原大道：橫跨二個市轄區（主要位於豐原區，七、八段有經過神岡區）。

七段
- 環中東路：橫跨五個市轄區（潭子區→北屯區→太平區→東區→大里區）。
- 臨港路：橫跨三個市轄區（龍井區→梧棲區→清水區）。
- 東關路：橫跨二個市轄區（和平區→東勢區）。
- 旱溪西路：橫跨六個市轄區（東區→太平區→北區→北屯區→潭子區→豐原區）。
- 旱溪東路：橫跨六個市轄區（東區→太平區→北區→北屯區→潭子區→豐原區）。

### 主要道路統一路名
- 中清路：原為大雅路（北區）、中清路（北屯區及大雅區）、中清南路（大雅區）、明德路（沙鹿區）、中橫十五路與三民路部份路段（清水區），2013年6月台中機場至清水市區路段改為中航路、原大雅市區中清路改為中清東路、原中清南路改為中清路，2013年12月15日整合為中清路。
- 向上路：原為向上路（西區及南屯區）、中龍路（大肚區及龍井區）、中興路（沙鹿區）、港南路（龍井區及梧棲區），2013年9月1日整合為向上路。
- 臺灣大道：原為中正路（中區）、台中港路（西區及西屯區）與中棲路（龍井區、沙鹿區及梧棲區），2014年7月1日整合為臺灣大道。

## 原臺中市路名沿革

### 日治時期
臺中市的路名在日治初期有大墩街、小北門街、新町、常盤町、富貴街等，在大1916年11月實施町名改正後，改為日式的町名。

### 1946年路名編定
台灣省行政長官公署接收台灣後，為了修改日治時期以來的街道名稱，通知各縣市政府應將其修正。在1946年公布於《民報》的台中市路街名中，原有大量路名取自大陸城市，如綠川町通→南京街、寶町通→重慶街、錦町通→上海街、初音町→西安街、幸町六至末廣町六→新疆路、櫻町五至曙町五→山東路、曙町四至櫻町四→四川路、曙町三至櫻町三→江蘇路、曙町二至櫻町二→浙江路、南投行道路→福建路、有明町二至老松町二→湖南路、有明町四至老松町四→湖北路、有明町五至老松町五→江西路、有明町六至老松町六→雲南路、有明町七至老松町七→貴州路、有明町九至老松町九→甘肅路（丁目兩自省略），但大部分並未實現。
1946年2月11日，台灣省行政長官公署民政處行文至各縣市政府「（略）為求簡化劃一，所有街道名稱除特殊情形外，應採有意義兩字命名，並造具新舊街名對照表呈處核辦。」。台中市政府在1946年2月23日向台灣省行政長官公署民政處呈核的路名編訂如下：公園路、光復路、成功路、中正路、中山路、民族路、民權路、民仁路、民生路、四維街、康樂街、自立街、務實街、尚勇街、自治街、林森路、修身街、治家街、建國路、河墘街、禮儀街、繼光街、市府路、自由街、平等街、三民路、守法街、興中街、光明東街、光明西街、大誠東街、大誠西街、力行北路、力行南路、興民街、樂群街、仁愛街、中華路、原子街、五權路、公權路、向上路、時代路、大雅路、篤行路、良民路、新民街、八德街、開羅路、進化路、精武路、環園路、雙十路、尊賢街、大同路、格致路、一心路、育才街、太平路、旱溪街、樂業街、振興路、大智路、大勇街、立德街、大公街、互助街、臺中路、民意街、合作街、正義街、濟世街、民主路、有恆街、公理街、霧峰路、復興路、勸工路、和平街、信義街、忠孝路、愛國街、正氣街、儉樸街、平安街、五德街、興臺街、樹人街、正俗街、福音街、吉祥街、雪恥路、國光路、求是街，大和村改為模範村。

### 1960年路名整編
原臺中市議會在1959年9月通過決議整編全市街道路名稱及門牌，並在1960年重新編整路名，此次路名變動如下：

#### 路名合併
- 民族路、雪恥街→民族路
- 民權路、時代路→民權路
- 霧峰路、臺中路→臺中路
- 國光路、民主街→國光路
- 勤工路、復興路、平安路→復興路一至四段
- 自由路、部分公權路→自由路一至二段
- 三民路、大同路、一心路→三民路一至三段
- 中華路、格致路→中華路一至二段
- 振興路、高王爺巷→振興路
- 南京路、新民街→南京路
- 精武路、環園路→精武路
- 大誠東西街、香仁巷→大誠街

#### 路名改稱
- 公權路（自三民至春社里）→南屯路一至二段
- 興臺街、雙十路一至二段、力行南北路→柳川東、西路
- 求是街、篤行街→西屯路一至三段
- 新村路→力行路
- 公所路→金山路
- 新開路（由台中港路至市立三中段）→三中路
- 新開路（由大雅路至篤行路段）→健行街
- 大雅路→湖北路
- 和平路→永春路
- 南豐路→萬和路一至二段
- 中正路（北屯至松竹段）→北屯路
- 軍功路、豐樂路、五廊路、大湖路、電臺路、福中路、福弄路、福新路→改為街
- 中央路→水湳路
- 育才巷→后庄路
- 河墘街→綠川東街
- 禮儀街→綠川西街
- 務實街→法院前街
- 守法街→府後街
- 光明西街→大全街
- 光明街、樹人街→大明街
- 修身街→貴和街
- 監守街→新生街
- 模範西巷→模範街
- 後龍西巷→後龍街
- 錦和街→錦中街
- 光大巷→文化街
- 電臺巷（精武路至中廣路段）→水源街
- 福南巷→福和街

#### 分段
- 台中港路→分為一至三段
- 向上路→分為一、二段
- 東山路→分為一、二段
- 樂群街→分為東、西街

#### 新闢道路
- 工學路（復興路至檢驗局）
- 衛道路（北屯至大道公廟口）
- 安林路（永安里林厝里道路）
- 日新街、日進街、篤行街、大華街（由東海大學路分街）
- 文武街（大雅路至篤行路之新開闢道路）
- 清德街（柳川溪邊至中市路）
- 文祥路（湖北街至中市終點道路）
- 建中街（霧峰路至建中國校（今臺中國小））
- 仁德街（德義里勞工路宅附近道路）
- 大慶街一、二段（永安路至勤工路、勤公路至全權路）
- 福平街（永和街至福北巷）
- 瑞豐街（城隍廟至霧峰路）
- 旺德街（南門溪至臺中路）

## 道路名稱

### 地名命名
台中本地地名
以本地名稱命名，一共分為三種方式：

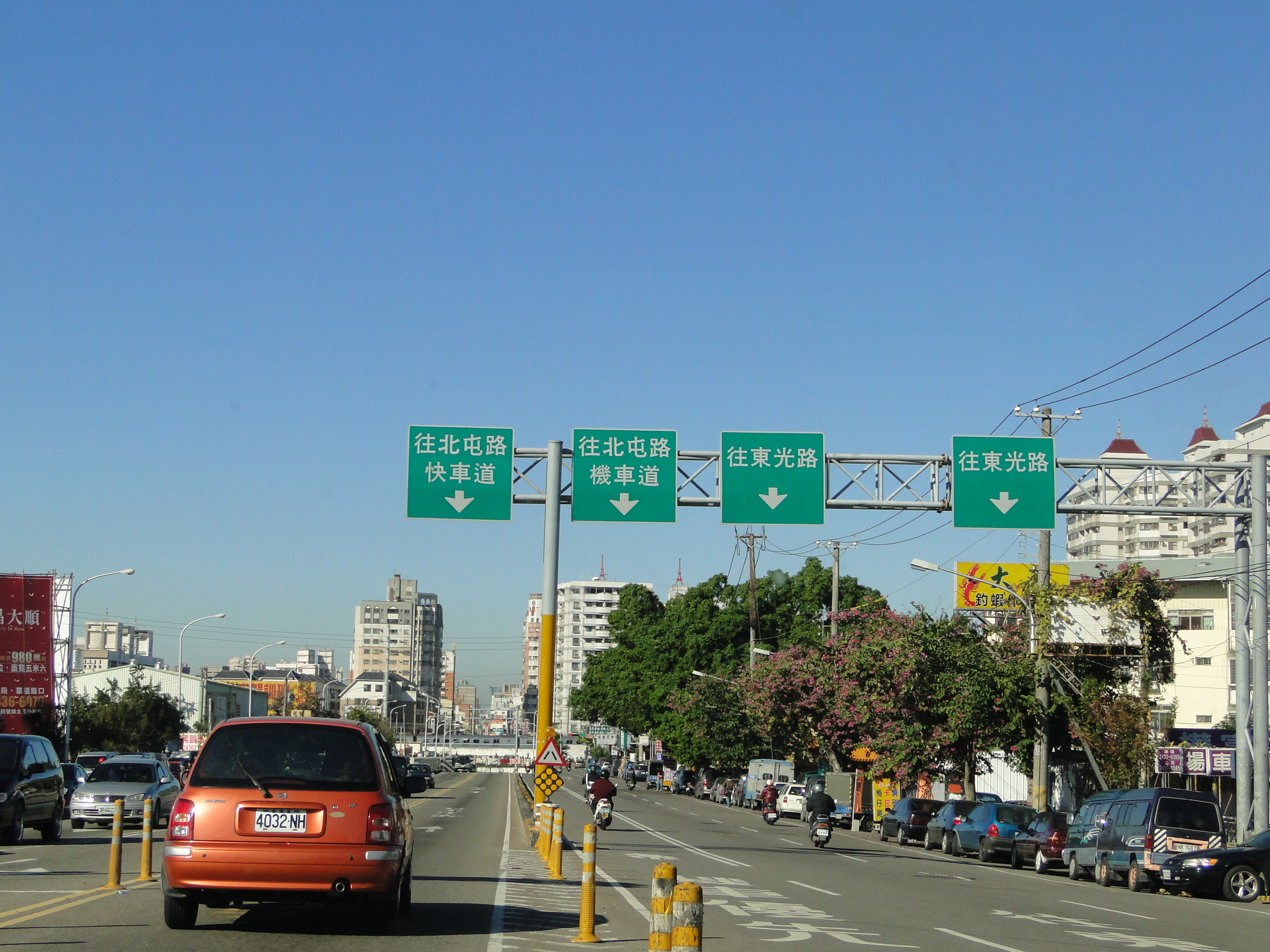
太原路三段往北區方向

1. 直接取用當地地名或是行政區來命名（例如：台中路、朝馬路、大墩路、水湳路、公館路、太平路、大里路、神岡路、豐原大道、大安港路等）以及取用台灣清治時期行政區名（臺灣府臺灣縣）的臺灣大道。
2. 連通台中市區與周邊區域的道路，取從市區出發可通往的地區來命名（例如：北屯路、西屯路、南屯路（從原市中心前往屯區）、部分臺灣大道路段之舊稱台中港路（連通原市中心與台中港，但該路名甚至未延伸至沙鹿）、中清路一段之舊稱大雅路（連通原市中心與大雅，但該路名甚至未延伸至屯區)、忠孝路以南的台中路之舊稱霧峯路（連通原市中心與霧峰，但該路名甚至未延伸至大里））。
3. 該道路連結之兩個地方的地名，各取一個字。例如：中清路（臺中市區－清水區）、沙田路（沙鹿區－大肚區王田）、雅潭路（大雅區－潭子區）、甲后路（大甲區－后里區）、大峰路（大里區－霧峰區）、豐勢路（豐原區－東勢區）、東關路（東勢區－和平區谷關）。

中國大陸地名
幾乎都是隨著第四期市地重劃區（中正、東山重劃區）開發而出現的路名。
- 旅順路：取自遼寧省旅順市。
- 大連路：取自大連市。
- 四平路：取自遼北省四平市。
- 長春路：取自吉林省長春市。
- 遼寧路：取自遼寧省。
- 瀋陽路：取自瀋陽市。
- 昌平路：取自河北省昌平縣。
- 興安路：取自興安省。
- 綏遠路：取自綏遠省。
- 四川路：取自四川省。
- 山西路：取自山西省。
- 河北路：取自河北省。
- 河南路：取自河南省。
- 北平路：取自北平市。
- 重慶路：取自重慶市。
- 天津路：取自天津市。
- 熱河路：取自熱河省。
- 青島路：取自青島市。
- 陝西路：取自陝西省。
- 青海路：取自青海省。
- 甘肅路：取自甘肅省。
- 長安路：取自陝西省長安縣。
- 洛陽路：取自河南省洛陽市。
- 寧夏路：取自寧夏省。
- 漢口路：取自漢口市。
- 南京路：取自國都南京市。
- 太原路：取自山西省太原市。
- 成都路：取自四川省成都市。
- 西安街：取自西安市。
- 金山路：取自江蘇省金山縣。
- 武昌路：取自湖北省武昌市。
- 武漢街：取自武漢三鎮。
- 漢陽街：取自湖北省漢陽縣。
- 大慶街：取自黑龍江省大慶市
- 天水街：取自甘肅省天水市

### 人物命名
- 中山路：紀念中華民國国父孫中山。
- 中正路：紀念中華民國第一至五任總統蔣中正。
- 林森路：紀念國民政府主席林森。
- 成功路：紀念延平郡王鄭成功。
- 蔣公路：紀念開發大甲區的明鄭部將蔣毅庵，並非紀念蔣公（蔣中正）。
- 天祥街：紀念南宋忠烈之臣文天祥。
- 繼光街：紀念明朝抗倭寇將軍戚繼光。
- 逢甲路：以逢甲大學命名，亦是紀念丘逢甲。
- 福星路：紀念抗日烈士羅福星。
- 永福路：紀念抗日將軍劉永福。
- 約農路：紀念東海大學創校校長曾約農。
- 爽文路：紀念大里杙出生的反清義士林爽文。
- 垂統街：紀念曾任太平庄長的太平林家林垂統。
- 大智路：紀念霧峰林家林子瑾（號大智）在此處建立櫟社集會所「瑾園」。
- 長生路：紀念外埔鄉首任鄉長黃來旺（號長生）。
- 文心路：時任市長曾文坡逐漸將臺中市區向外擴張，在開發臺中市第四期市地重劃區時開闢了此條主要幹道，便以曾文坡與其夫人林心蕙的第二個字來命名。

### 機關學校
- 市府路、府後街：舊臺中市政府旁。

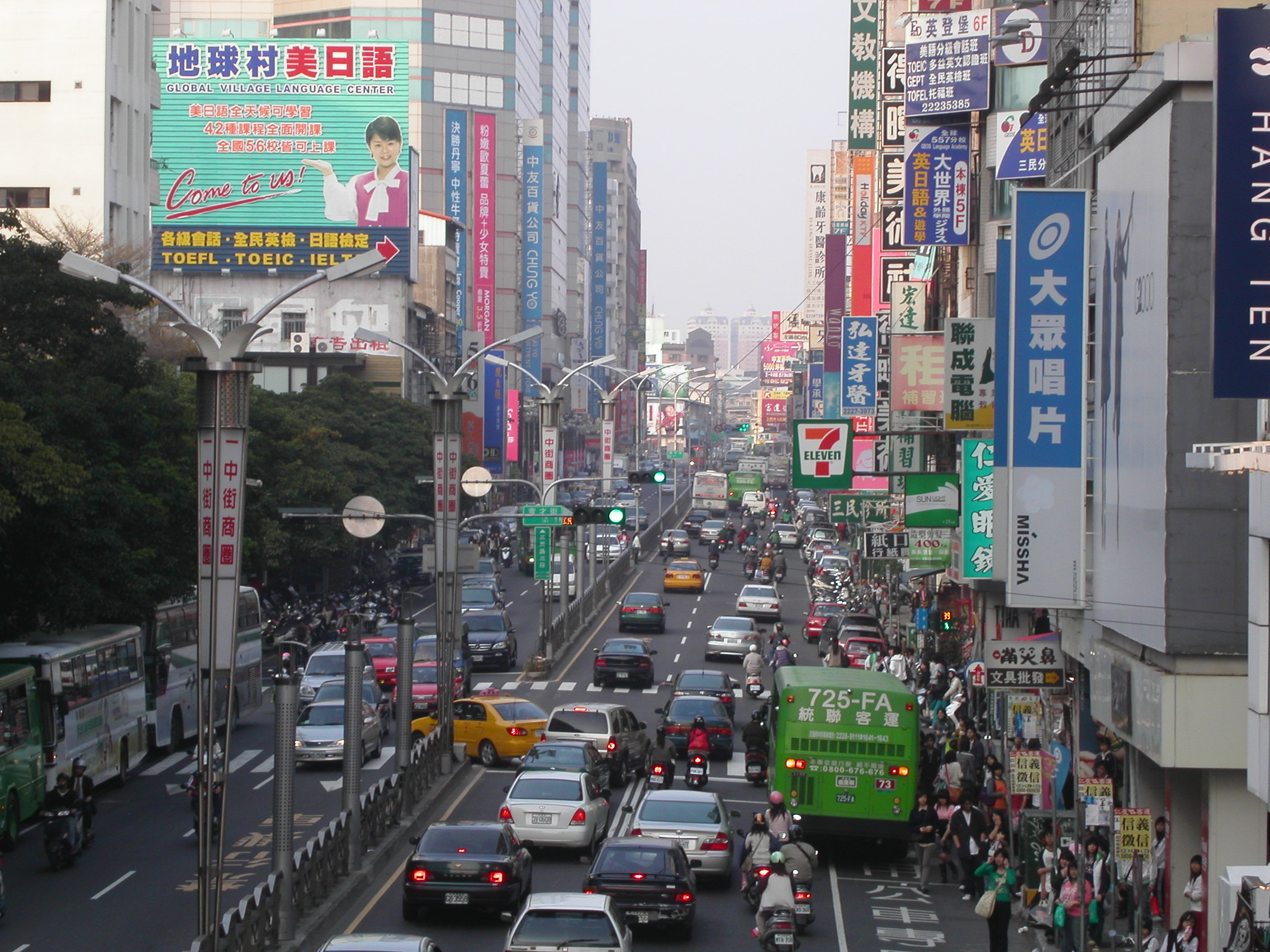
三民路三段

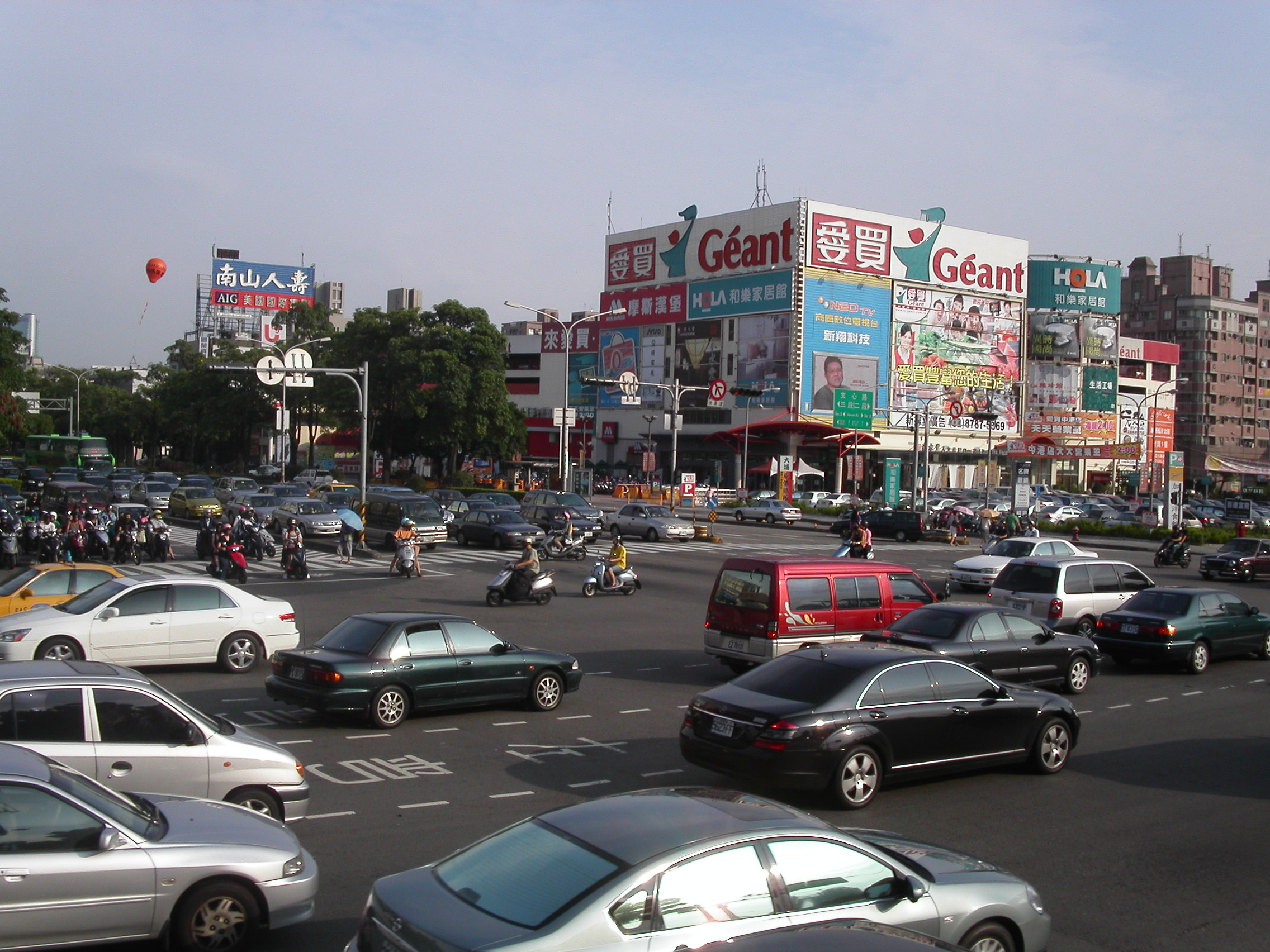
文心路及臺灣大道口

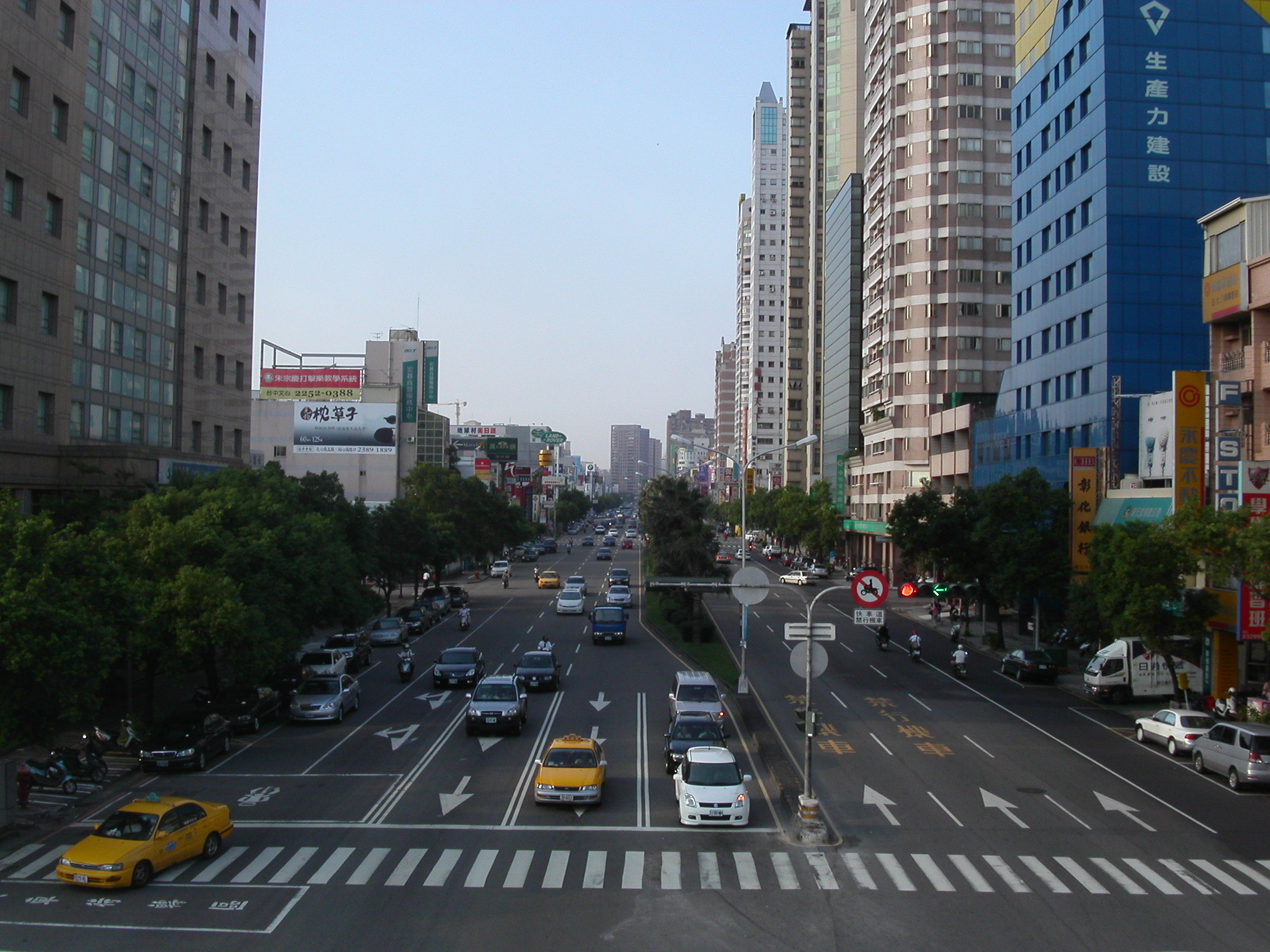
文心路一段

- 市政路、市政北一路-七路（無北四路）、市政南一路、二路：七期重劃區內的臺灣大道市政大樓週邊。
- 府會園道：七期重劃區臺灣大道市政大樓與臺中市議會議政大樓之間。
- 法院路、法院前街：臺中地方法院旁。
- 高院路：臺灣高等法院臺中分院旁。
- 館前路、博館路、博館東街：通往國立自然科學博物館。
- 中航路：通往中部國際機場（臺中航空站）。
- 經貿七路（原民航路）：水湳經貿園區旁（原臺中水湳機場）。
- 漢翔路：通往漢翔工業總部。
- 中工路、工業區一路～四十一路：台中工業區內。
- 中科路、科園路、科雅路：通往中部科學園區台中基地。
- 科路、星科路：通往中部科學園區后里園區。
- 精科路、精密園路：台中精密機械科技園區週邊。
- 公園路、公園東路：通往台中公園。
- 東門路、南門路：紀念臺灣省城城門遺址，惟位置並非完全正確。
- 都會園路：通往台中都會公園。
- 興大路：通往國立中興大學。
- 東大路：通往東海大學。
- 逢大路、逢甲路、逢明街：通往逢甲大學前後校門及其週邊。
- 僑光路、僑大路：通往僑光科技大學及附近。
- 嶺東路：通往嶺東科技大學、臺中市私立嶺東高級中學。
- 高工路、工學路、工學北路：通往臺中市立臺中工業高級中等學校。
- 一中街：臺中市立臺中第一高級中等學校旁之街道。
- 西苑路：通往臺中市立西苑高級中學。
- 衛道路：天主教衛道高級中學創校校址處，今已遷至四平路。
- 萊園路：通往霧峰林家宅第與臺中市私立明台高級中學（明台高中為林家萊園改建而成）。
- 明德街：經過臺中市私立明德高級中學。
- 七中路：經過臺中市立東峰國民中學，舊名為市立第七中學。

### 自然景觀
- 旱溪東、西路：沿旱溪河岸而建。
- 綠川東、西街：沿綠川河岸而建。
- 柳川東、西路：沿柳川河岸而建。
- 柳陽東、西街：沿柳川北段河岸而建。
- 梅川東、西路：沿梅川河岸而建。
- 筏子東街：沿筏子溪河岸而建。

### 古文或訓示
- 三民路、民權路、民族路、民生路等。
- 自由路、平等街、博愛街等
- 雙十路、建國路、五權路、光復路、興中街、愛國街、復興路、國光路等。
- 忠孝路、仁愛街、信義街、和平街、四維街、八德街等。（但仁愛街可能因早已命名，未與其他三者相鄰排列；四維與八德亦無相鄰）
- 力行路、崇德路、篤行路、濟世街、合作街、立德街等。
- 精武路、尚武路、練武路、武德街等。（位於已拆遷之干城營區旁，用以精神喊話）

### 祝福願景
- 文心路（也可能是出自南朝劉勰的《文心雕龍》或臺中市長曾文坡）、公益路、東興路、向上路、進化路、忠明路、英才路、育才街、永春路等。
- 貴和街、康樂街（出自謝靈運的字）、正義街、學士路、吉祥街、太平路、安和路、松竹路、黎明路、和睦路等。

## 特色路名（英譯）
園道（Park Way）
根據內政部戶政司「村里街路門牌異動查詢」的網站中，在2009年7月24日台中市西屯區內的原稱府會一、二街的門牌進行了整編後，新道路名稱均改成了「府會園道（Fuhui Park Way）」。
此道路名稱的出現，可堪稱台中市道路命名之創舉。在今後的新道路名稱之命名上，可期待有其影響力。附帶一提的是，在台中市內有許多俗稱「園道」之綠廊帶，皆非正式之道路名稱。例如：「經國園道」、「美術園道」、「東光園道」、「興大園道」等著名之道路綠廊帶暱稱。
大道（Boulevard）
臺中市豐原區新建的環市道路「豐原大道」（Fengyuan Boulevard）以及2012年統一路名的「臺灣大道」（Taiwan Boulevard）。
譯寫
台灣道路之英譯，通常根據2008年中華民國內政部頒布的《標準地名譯寫準則（页面存档备份，存于）》第2條，採用音譯拼寫。
2014年整併入臺灣大道的路名－台中港路之英譯，過去出現多種英譯拼法（國語羅馬字、威妥瑪拼音，甚至錯誤拼法）令人詬病，2009年7月臺中市政府依「標準地名譯寫準則」第4條特例，將台中港路英譯統一為意譯拼寫的「Taichung Port Rd.」。

## 國道、省道、市道、區道
- 國道：國道一號、國道三號、國道四號、國道六號
- 省道：1、3、7甲、8、10、10乙、12、13、17、21、61（西濱快速公路）、63（中投公路）、74（快官霧峰線）
- 市道：121、125、127、129、132、132甲、136
- 區道：台中市區道列表

## 外部連結
- 中華民國內政部戶政司 村里街路門牌查詢 （页面存档备份，存于）